# 圣路加的圣母朝圣地

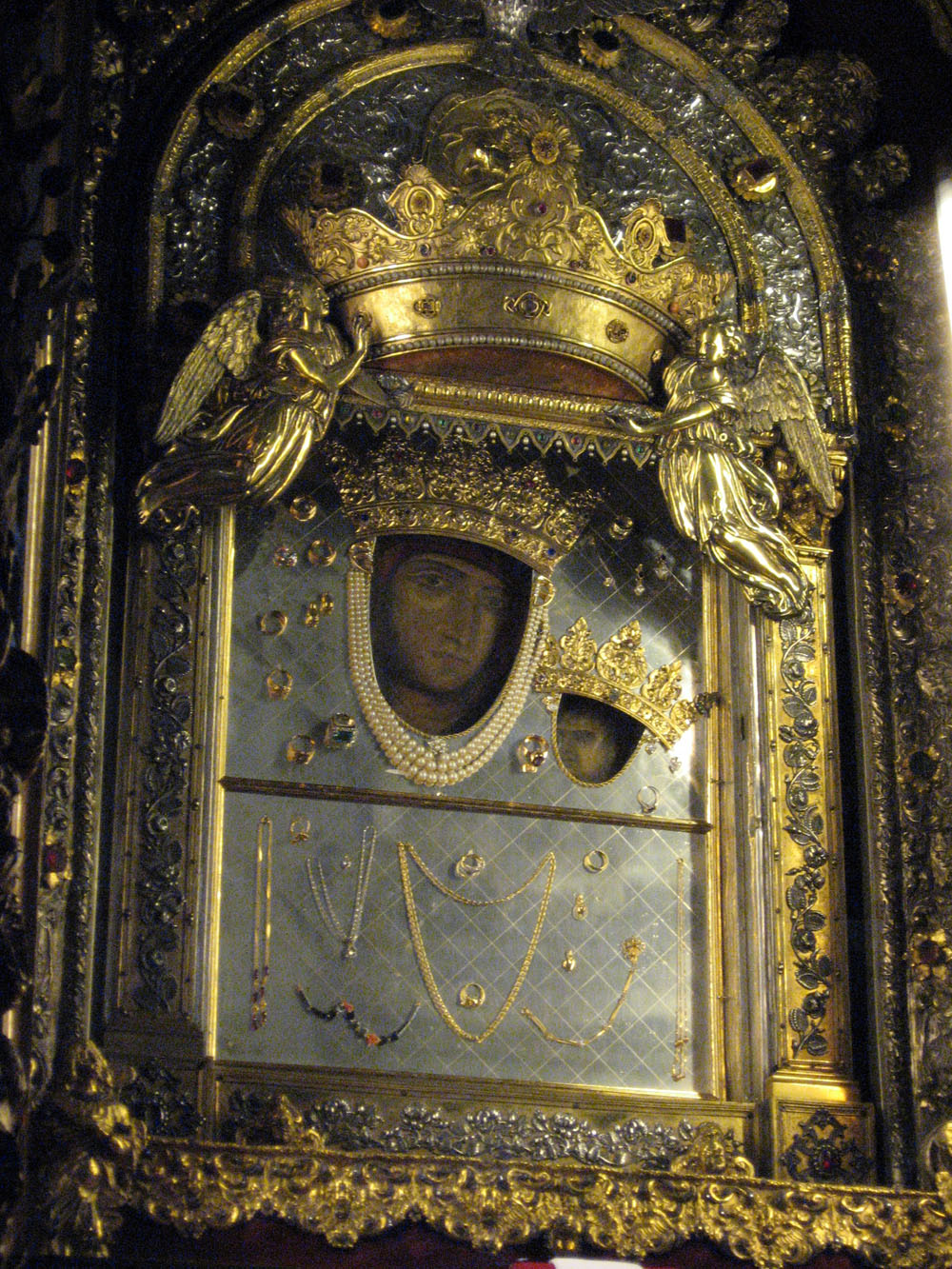
据称为圣路加所画的圣母像

圣路加的圣母朝圣地（Santuario della Beata Vergine di San Luca （意大利文））是意大利中部城市博洛尼亚的一座罗马天主教次级圣殿，位于老城西南方300米高的瓜尔迪亚山顶。 
虽然现在有一条公路通往这个朝圣地，但是仍可以通过一条长达3.5公里的带屋顶的有666个拱的圣路加拱廊（Portico di San Luca）前往，圣路加拱廊建于1674 - 1793年，是为了在游行上山时保护圣像。每年的游行要从圣彼得在博洛尼亚市中心的圣伯多禄主教座堂，沿着这条路线前往朝圣地。
这个朝圣地收藏了一幅圣母像。山顶的教堂已经存在了一千年左右。目前这座教堂建于1723年，使用了Carlo Francesco Dotti的设计。堂内收藏有不少艺术品。